# Каліна (Конінський повіт)
Каліна (пол. Kalina) — село в Польщі, у гміні Вежбінек Конінського повіту Великопольського воєводства.
Населення — 83 особи (2011).
У 1975—1998 роках село належало до Конінського воєводства.

## Демографія
Демографічна структура станом на 31 березня 2011 року:
|          | Загалом | Допрацездатний вік | Працездатний вік | Постпрацездатний вік |
| -------- | ------- | ------------------ | ---------------- | -------------------- |
| Чоловіки | 39      | 11                 | 26               | 2                    |
| Жінки    | 44      | 18                 | 22               | 4                    |
| Разом    | 83      | 29                 | 48               | 6                    |